# منعكس الثلاثية الرؤوس

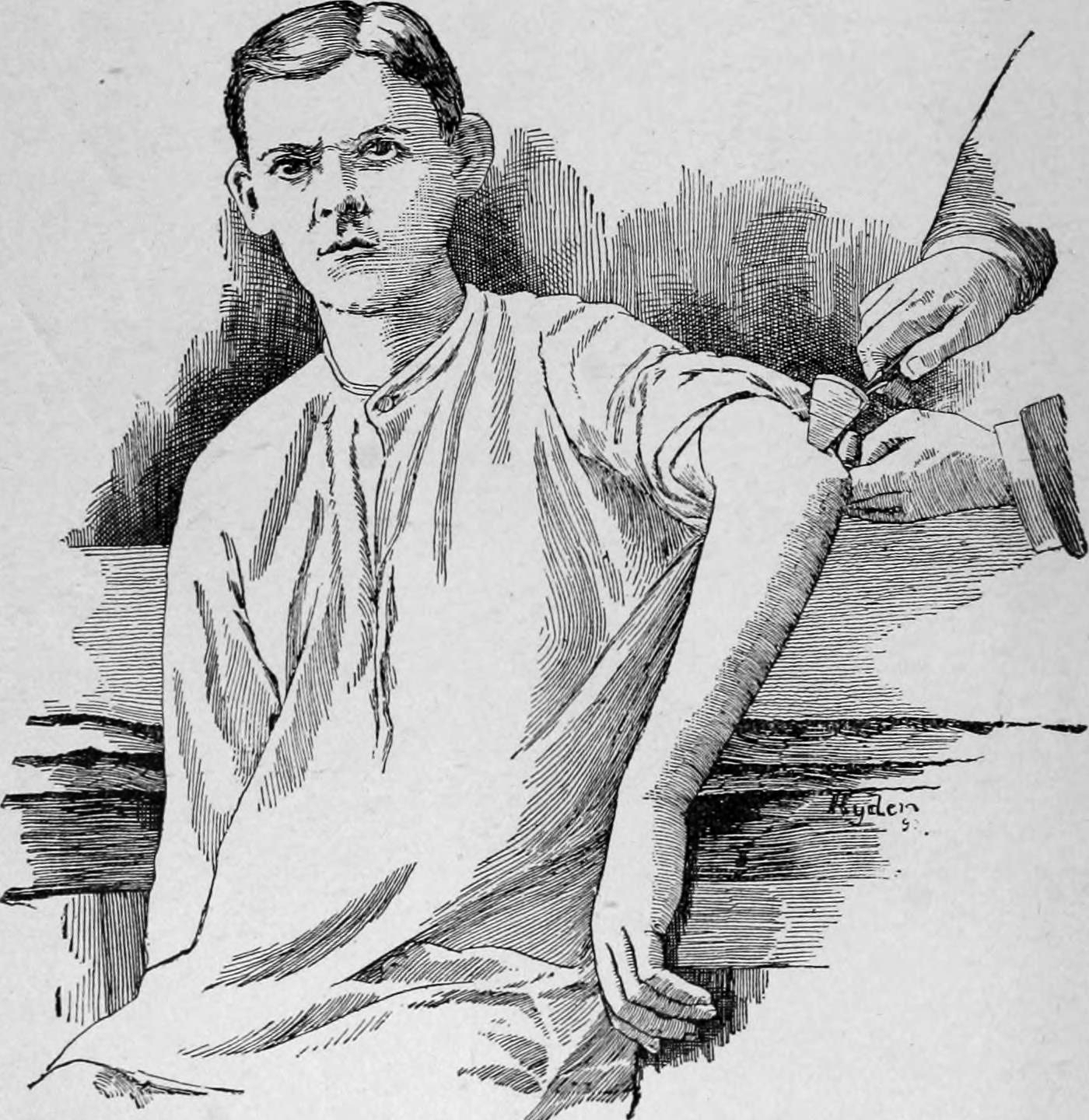

مُنعكس الثلاثية الرؤوس(بالإنجليزية: Tricepsreflex)‏ أو منعكس وتر عميق وهو منعكس لا إرادي لأنه يتسبب في تقلص لا إرادي للعضلة ثلاثية الرؤوس العضدية، ويحدث عن طريق جذر العصب الشوكي العنقي السابع (القطعة الصغيرة من العصب التي تنبثق من الحبل الشوكي). يتم اختبار المنعكس كجزء من الفحص العصبي لتقييم المسارات الحسية والحركية داخل الأعصاب الشوكية للفقرات العنقية السابعة والثامنة.  

## الفحص
يمكن إجراء الاختبار عن طريق النقر على وتر العضلة ثلاثية الرؤوس بالنهاية الحادة لمطرقة المنعكسات بينما يكون الساعد معلقًا بزاوية قائمة على الذراع. فيؤدي الانكماش المفاجئ للعضلة ثلاثية الرؤوس إلى التمدد، مشيرًا الي رد فعل طبيعي.

## قوس الانعكاس
يتضمن القوس مستقبلات التمدد في وتر العضلة ثلاثية الرؤوس حيث تنتقل المعلومات عبر جذر العصب العنقي السابع والثامن إلى الحبل الشوكي، وتعود الإشارة الحركية للتقلص عبر العصب الكعبري.

## مؤشرات الفحص
- غياب المنعكس (المنعكسات): إذا لم يتم استنباط أي رد فعل فمن الضروري المحاولة مرة أخرى مع التعزيز، حيث يضغط المريض على أسنانه تمامًا كما تضرب المطرقة الانعكاسية.
- رد الفعل المفرط (استجابة أكبر بكثير من المعتاد): يشير إلى وجود آفة عصبية حركية عُليا محتملة.

## غياب الانعكاس
يمكن أن يكون غياب الانعكاس مؤشرًا على العديد من الحالات الطبية: اعتلال عضلي، اعتلال عصبي، داء الفقار، مرض عصبي حسي، التهاب عصبي، آفة عصبية حركية سفلي محتملة، أو شلل أطفال.
تشمل المشاكل الطبية الأخرى التي قد تسبب ردود فعل غير منتظمة فرط نشاط الغدة الدرقية.

## روابط خارجية
- رسم توضيحي لفحص الانعكاس